# Miconia ibaguensis
Miconia ibaguensis är en tvåhjärtbladig växtart som först beskrevs av Aimé Bonpland, och fick sitt nu gällande namn av José Jéronimo Triana. Miconia ibaguensis ingår i släktet Miconia och familjen Melastomataceae. Inga underarter finns listade i Catalogue of Life.